# فالنتينو بومبياني
فالنتينو بومبياني (بالإيطالية: Valentino Bompiani)‏ (1898 - 1992)، هو كاتب وناشر إيطالي، ويعتبر عميد الناشرين في إيطاليا.
ولد يوم 27 سبتمبر 1898 في أسكولي بيتشينو ويعد بومبياني أحد أبرز الناشرين الإيطاليين، وقد اسس سنة 1929 دار النشر تحمل اسمه دار بومبياني(بالإنجليزية Bompiani). التي تشكل حاليا جزءا~ من مجموعة دوري فابري للنشر.

## وفاته
توفي يوم 23 فبراير 1992 في ميلانو إثر أزمة التهاب رئوي عن عمر يناهز 93 عام.

## من أعماله
- ظهر لأول مرة ككاتب مسرحي في عام 1931 مع L'amante virtuosa . تعتبر أعماله الفنية ألبرتينا عام 1945.

كما كتب عن أنشطته كناشر في Via privata (1971) ، Dialoghi a distanza (1986) و Il mestiere dell'editore (1988).

## وصلات خارجية
- فالنتينو بومبياني على موقع IMDb (الإنجليزية)
- فالنتينو بومبياني على موقع قاعدة بيانات الفيلم (الإنجليزية)